# Taumona (rivière)
La rivière Taumona  (en anglais : Taumona River) est un cours d’eau de la région de Manawatu-Wanganui dans l’île du Nord de la Nouvelle-Zélande.

## Géographie
Elle s’écoule vers le sud-ouest à partir de son origine  à 12 km  à l’ouest de la ville de Taumarunui pour atteindre la rivière Ohura.